# Narvacan
Narvacan est une municipalité de 2e classe située dans la province d'Ilocos Sur aux Philippines. Selon le recensement de 2010 elle est peuplée de 42 803 habitants.

## Barangays
Narvacan est divisée en 34 barangays.
- Abuor
- Ambulogan
- Aquib
- Banglayan
- Bantay Abot
- Bulanos
- Cadacad
- Cagayungan
- Camarao
- Casilagan
- Codoog
- Dasay
- Dinalaoan
- Estancia
- Lanipao
- Lungog
- Margaay
- Marozo
- Nanguneg
- Orence
- Pantoc
- Paratong
- Parparia
- Quinarayan
- Rivadavia
- San Antonio
- San Jose
- San Pablo
- San Pedro
- Santa Lucia
- Sarmingan
- Sucoc
- Sulvec
- Turod